# Унимак (пролив)
Унимак — пролив в Беринговом море.
Расположен между островами Креницына и Унимак, самый восточный пролив Командоро-Алеутской гряды. Соединяет Берингово море и Тихий океан. Ширина 19,6 км, глубина 72 м, площадь сечения 1,18 км². Значения солёности составляют около 32,0 ‰. В проливе температура воды не опускается ниже 3,50 °C.